# Rodrigo Salinas
Rodrigo Salinas Dorantes (Puebla, 9 maggio 1988) è un ex calciatore messicano, di ruolo centrocampista.